# Padang Baru (Pangkalan Baru)
Padang Baru is een bestuurslaag in het regentschap Bangka Tengah van de provincie Bangka-Belitung, Indonesië. Padang Baru telt 3951 inwoners (volkstelling 2010).